# Плеїди
Плеїди (Pleidae) — родина водяних клопів (Heteroptera). Налічує 37 видів.

## Опис
Досить дрібні комахи з тілом завдовжки 2-3 мм, помітно опуклим, з яйцеподібним профілем і блідим забарвленням. Над головою частково домінує переднеспинка, з якою вона частково зрощена. На голові є короткі вусики, які невидимі зверху, і складаються з трьох частин. Очі великі, прості очі відсутні. Рострум складається з 4 сегментів.
Переднеспинка добре розвинена, ізодіаметричної чотирикутної форми, щиток порівняно невеликий, трикутної форми. Гемієлісти мають шкірясту оболонку, як і в усіх водних клопів, і повністю покривають черевце. Загалом зовнішній вигляд цих клопів нагадує жуків через виражену опуклість спини та повну склерифікацію півнадкрил. На лапках є три сегменти, а задні пристосовані до плавання, завдяки наявності бахроми довгого волосся.

## Спосіб життя
Плеїди зазвичай живуть у спокійних водах ставків і озер. Плавають вниз головою. Живляться дрібними безхребетними.

## Поширення
Рід поширений по всьому світу, за винятком полярних регіонів і віддалених океанських островів. В Європі (та Україні) трапляється лише один вид — плея (Plea minutissima).

## Роди
Включає 3 роди:
- Neoplea
- Paraplea
- Plea